# マリット・ビョルゲン
マリット・ビョルゲン（Marit Bjørgen、1980年3月21日 - ）はノルウェー、ソール・トロンデラーグ県トロンハイム出身のクロスカントリースキー選手。ミッドトルガウラル在住でRognes ILに所属しSvein Tore Samdalのコーチを受けている。
2009年12月に世界アンチ・ドーピング機関から喘息の薬を服用する許可（使用してもドーピング違反とならない）を受けた。彼女は数年前から喘息の薬を服用している。

## プロフィール

### ジュニア世界選手権
1999年のノルディックスキージュニア世界選手権に出場し5kmクラシカルで8位、翌2000年のジュニア世界選手権では5kmF37位、個人スプリント21位と、さほど目立った成績は残していない。

### W杯
クロスカントリースキー・ワールドカップには1999-2000シーズンに初出場を果たしたがこのシーズンはポイントを獲得できなかった。
翌2000-2001シーズンは総合53位、スプリント部門48位、2001-2002シーズンは総合32位、スプリント部門36位となった。
2002-2003シーズンはワールドカップ初優勝を含めてスプリントで3勝をあげスプリント部門総合優勝を果たした。総合でも6位となった。
2003-2004シーズンは7勝をあげて総合2位、スプリント部門2連覇を達成。2004-2005シーズンは10勝をあげて初の総合優勝、スプリント部門では3連覇を達成した。
2005-2006シーズンは総合2連覇、スプリント部門4連覇を達成した。
2009-2010シーズンは7勝（通算37勝）をあげてユスチナ・コヴァルチックに次いで通算3度目の総合2位となった。
2010-2011シーズンは9勝をあげたが前年に続いてコヴァルチックに及ばず2年連続4度目の総合2位となった。
2011-2012シーズンは9勝をあげたほか2位5回、3位1回でコヴァルチックを抑え5年ぶり3度目の総合優勝を達成した。
2012-2013シーズンは総合4位に終わった。シーズン終了時点でクロスカントリースキー・ワールドカップ女子歴代最多の通算59勝（2位21回、3位11回）、総合優勝3回、総合2位を4回記録している。

### 世界選手権
ノルディックスキー世界選手権ではこれまでに19個のメダルを獲得している。2001年ノルディックスキー世界選手権では複合19位、10ｋｍC24位とメダルには無縁だった。
2003年ノルディックスキー世界選手権では2個のメダルを獲得。15kmC24位、4×5kmリレー銀、個人スプリントでは金だった。
2005年ノルディックスキー世界選手権では金メダル3個、銀メダル・銅メダル各1個とメダルラッシュになった。10kmF銅、複合銀、4×5kmリレー金、個人スプリント16位、チームスプリント金、30kmC金。
2007年ノルディックスキー世界選手権札幌大会はリレーで2個の銅メダルを獲得したが個人種目ではメダルに届かなかった。個人スプリント10位、チームスプリント銅、複合12位、10kmF22位、4×5kmリレー銅、30kmC9位。
2009年ノルディックスキー世界選手権ではメダルに届かなかった。10kmC16位、複合19位、個人スプリント9位、4×5kmリレー4位。
自国開催の2011年ノルディックスキー世界選手権ではその期待に応えて4つの金メダルと1つの銀メダルを獲得する大活躍を見せた。
2013年ノルディックスキー世界選手権では前回大会と同じく金メダル4個、銀メダル1個を獲得する大活躍を見せた。

### オリンピック
オリンピックでは2018年平昌オリンピック時点で5大会に出場、金8個を含む計15個のメダルを獲得している。
冬季五輪史上、8個の金メダル獲得数は最多タイ記録であり、計15個のメダル獲得数は最多記録である。
最初のオリンピックであるソルトレイクシティオリンピックでは15kmF50位、4×5kmリレー銀、30kmC14位だった。
2度目のオリンピックとなった2006年トリノオリンピックでは前年の世界選手権で見せたような活躍はできなかった。
ビョルゲンはオリンピックの前の週に気管支炎で苦しみ抗生物質を処方された。体調不良のまま臨んだ最初のレースの複合では前半のクラシカルで胃痛のため棄権。ヒルデ・ペデルセンと組んだチームスプリントでは4位に留まった。10kmCでようやく銀メダルを獲得したが、アンカーとして臨んだ4×5kmリレーでは5位に終わりノルウェーが1988年以来続けてきたリレーのメダルを逃してしまった。個人スプリントでは18位に終わり、最後の30kmには出場せずペデルセンとともに帰国してしまった。のちに彼女は病気と疲れのためと説明した。
2009-2010シーズン、世界アンチ・ドーピング機関はビョルゲンに対して禁止薬物リストに記載されている抗喘息薬サルブタモールの使用を許可した。ノルウェーチームのコーチ、エーギル・クリスチャンセン(:en:Egil Kristiansen)によると、このシーズンのビョルゲンの好成績は薬の使用により呼吸が楽になったことが要因の一つにあるとのことである。
ビョルゲンは2010年バンクーバーオリンピックでもこの薬を使用し続けたが、ユスチナ・コヴァルチックはドーピング違反であると批判した。
ビョルゲンは喘息でない限りサルブタモールを服用する利点は無いと主張している。しかし、ある研究結果によれば喘息のない人にはサルブタモール服用に有利さがあることを示している。
"2010年度の新しい禁止薬物リストでは「サルブタモールは、ドーピング違反の場合には2年間の出場禁止が警告される物質に指定。 – 1ミリリットルにつき1,000ナノグラム未満の使用は認められる。」とされた
。"
バンクーバーオリンピックでは最初の出場種目10kmフリー走法で銅メダルを獲得すると2種目目の個人スプリントで念願のオリンピック金メダルを獲得、続くパシュートとリレーでも金メダルをに輝いた。最後の30kmではコヴァルチックに競い負けて惜しくも銀メダルに終わった。

### ホルメンコーレン
ホルメンコーレン大会では2005年に女子30kmで優勝、2010年にも再び30km優勝、スプリントでも優勝した。これらの実績により2010年ホルメンコーレン・メダルを受章した。2012年にも30kmで優勝した。

### ノルウェー選手権
- 2005年：個人スプリント
- 2006年：個人スプリント、10 km
- 2006年：10 km
- 2007年：10 km、複合
- 2008年：複合
- 2010年：複合、10 km、個人スプリント

## 私生活
2015年12月26日に息子を出産。